# Apion pavidum
Apion pavidum är en skalbaggsart som beskrevs av Ernst Friedrich Germar 1817. Apion pavidum ingår i släktet Apion, och familjen spetsvivlar. Arten har ej påträffats i Sverige.